# گدوف
شهر گدوف (به روسی: Гдов) در کشور روسیه و در اوبلاست پسکوف واقع شده‌است.

## نگارخانه

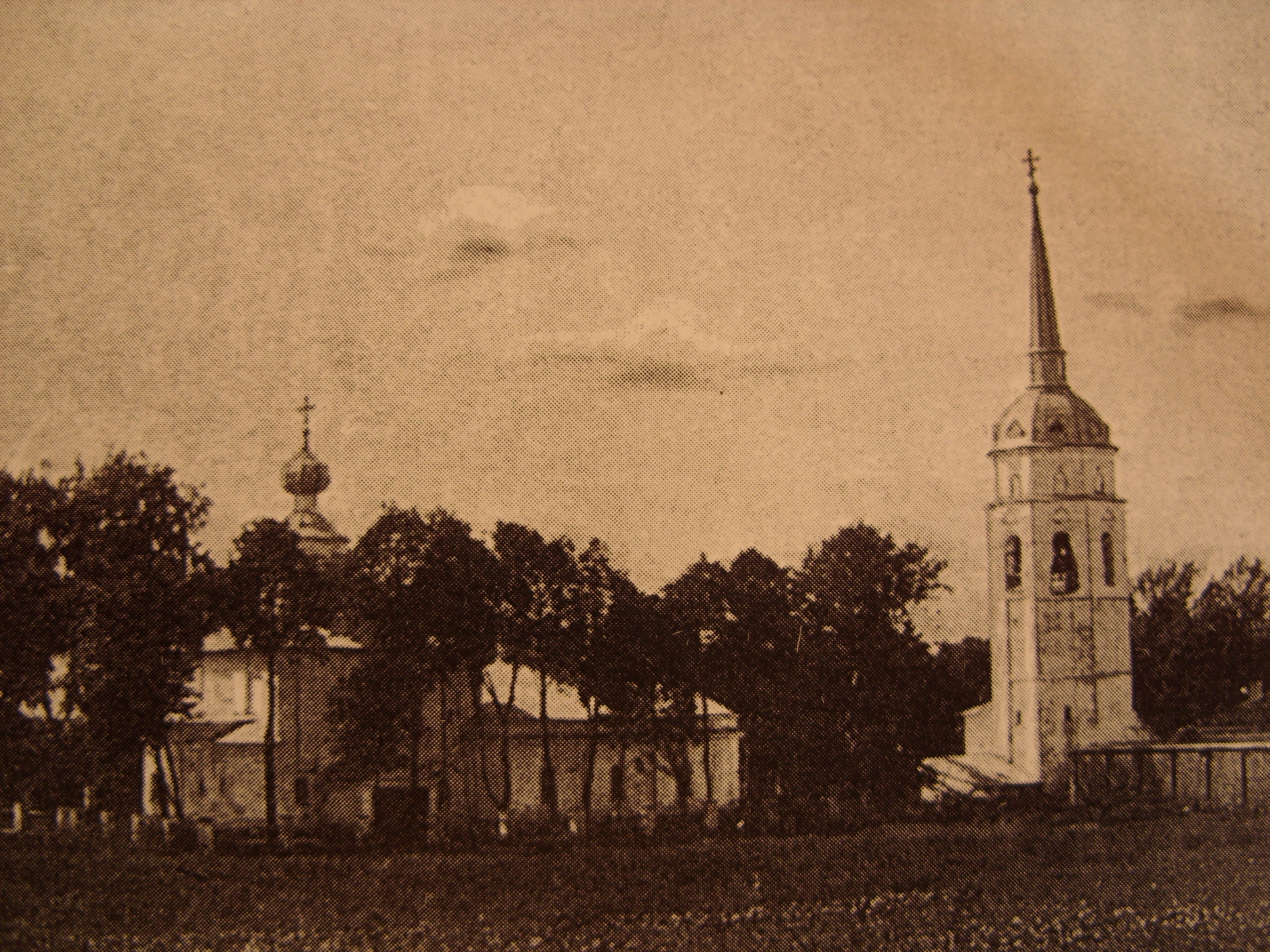
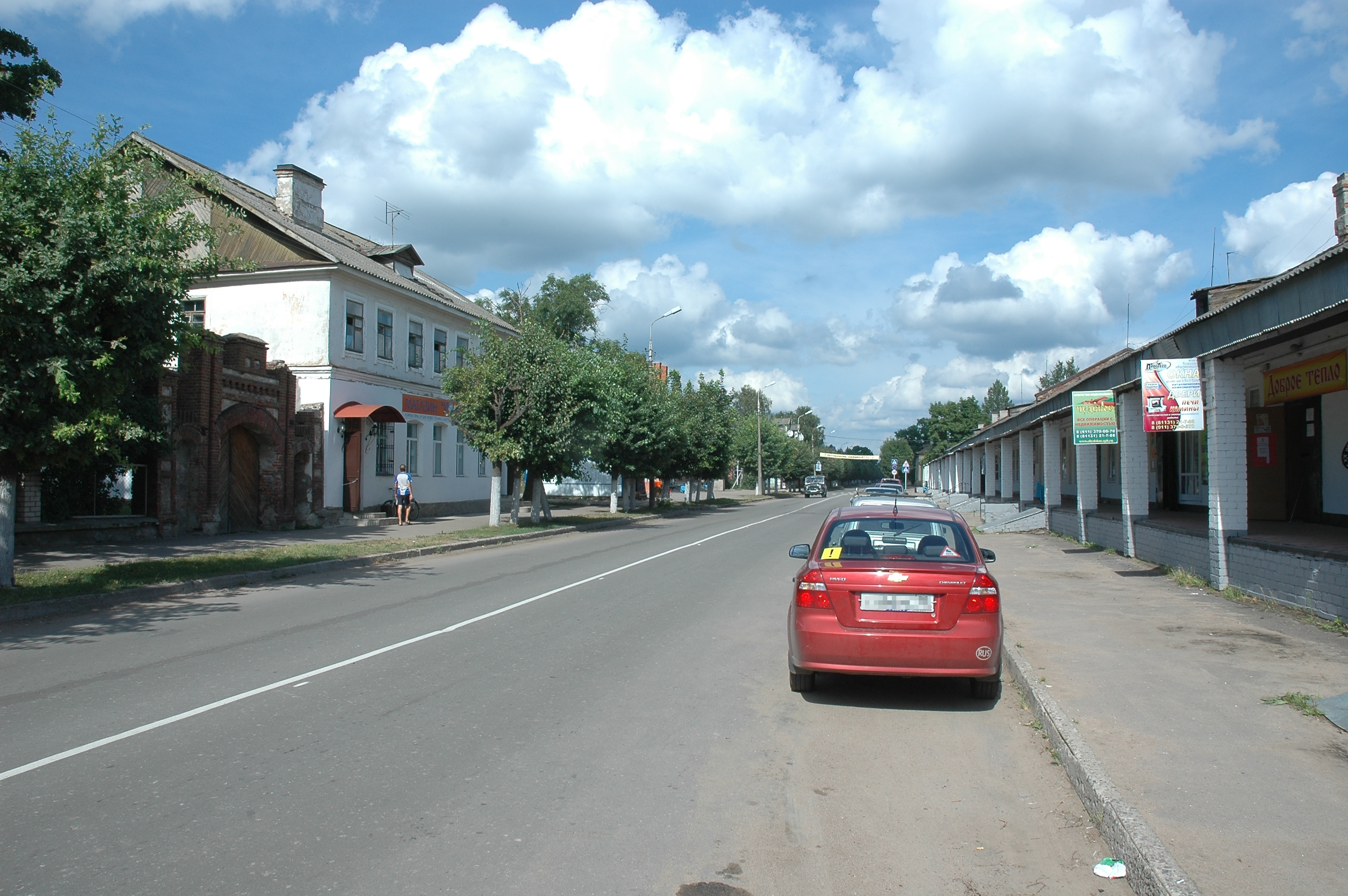
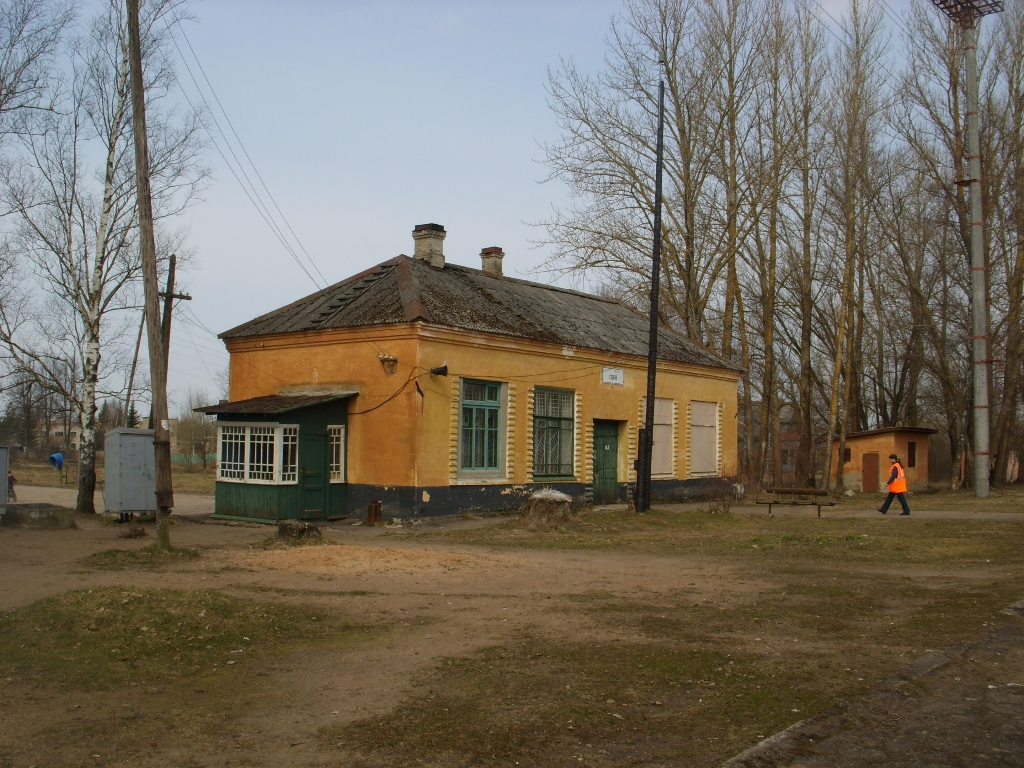
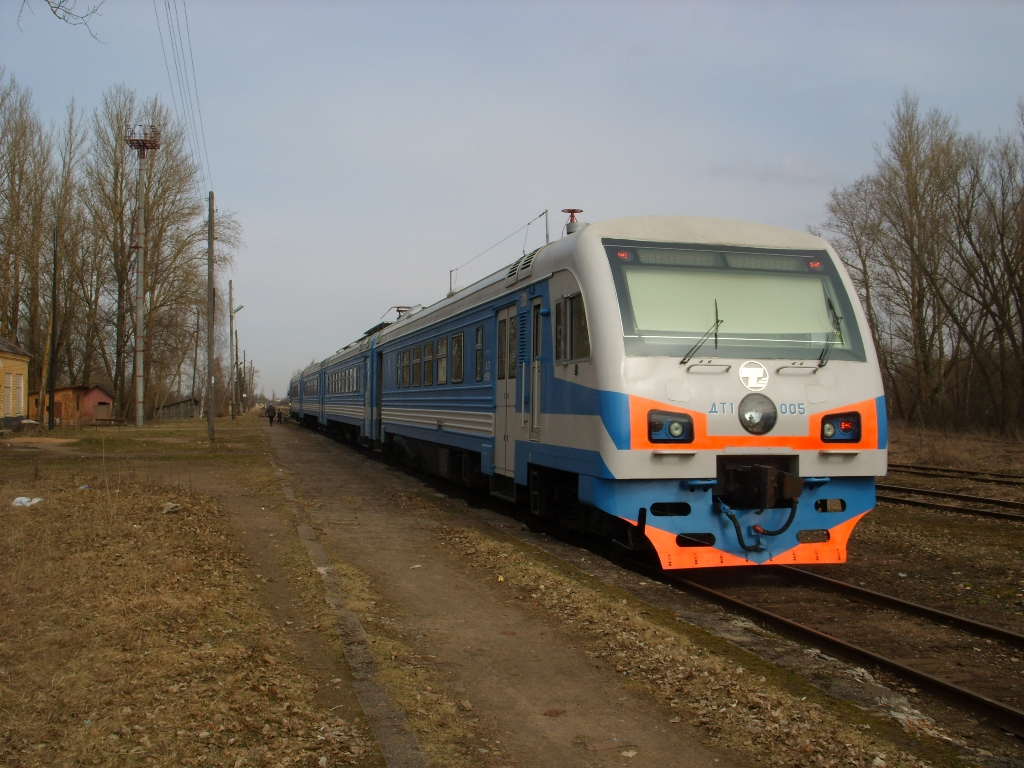